# Mapa akustyczna
Mapa akustyczna, mapa hałasu, strategiczna mapa hałasu – dokument w postaci mapy, pokazujący klimat akustyczny danego terenu, najczęściej miasta, opracowany na podstawie pomiarów hałasu drogowego, tramwajowego, kolejowego, lotniczego i przemysłowego, sporządzony w celu całościowej oceny narażenia na hałas pochodzący z różnych źródeł na danym obszarze lub w celu sporządzania ogólnych prognoz dla danego obszaru. Mapa wskazuje tereny o zróżnicowanym poziomie hałasu, narażone na hałas oraz wymagające podjęcia działań go ograniczających, określa również obszary ciszy i spokoju.
Pomiaru hałasu drogowego, przemysłowego i kolejowego dokonuje się w określonych punktach. Punkty te wyznacza się m.in. na podstawie informacji z takich instytucji jak miejskie zarządy dróg czy komunikacji, wydziały ochrony środowiska i rolnictwa‚ również na podstawie skarg mieszkańców.

## Podstawa prawna
Sporządzanie map hałasu jest regulowane odpowiednią dyrektywą Parlamentu Europejskiego, według której celem sporządzania takich map jest:

przedstawianie, w kategoriach wskaźnika hałasu, danych dotyczących aktualnej lub przewidywanej sytuacji w zakresie hałasu, ze wskazaniem przypadków naruszenia odnośnej obowiązującej wartości granicznej, liczby dotkniętych osób na określonym obszarze, lub liczby lokali mieszkalnych poddanych działaniu pewnej wartości wskaźnika hałasu na pewnym obszarze.

Dyrektywa ta wymaga sporządzenia map:

wszystkich aglomeracji o liczbie mieszkańców ponad 250 tysięcy i dla wszystkich głównych dróg o obciążeniu ruchem ponad sześć milionów przejazdów rocznie, głównych linii kolejowych o obciążeniu ruchem ponad 60 tysięcy przejazdów składów pociągów rocznie i głównych lotnisk na swym terytorium

oraz ich aktualizacji nie rzadziej niż co 5 lat.
GDDKiA sporządziła mapę akustyczną dla odcinków dróg krajowych o średnim natężeniu ruchu powyżej 6 mln pojazdów w ciągu roku (16 400 pojazdów/dobę), wiele miast również ma już mapy akustyczne sporządzone i udostępnione w Internecie, niektóre miasta wciąż opracowują portale internetowe z mapami (np. Radom).

## Polskie normy dotyczące hałasu
Pod koniec października 2012 roku w Polsce weszło w życie nowe rozporządzenie ministra środowiska zmieniające rozporządzenie w sprawie dopuszczalnych poziomów hałasu w środowisku (Dz.U. z 2012 r. poz. 1109). Dopuszczalne poziomy natężenia hałasu drogowego w ciągu dnia wynoszą maksymalnie 68 dB, w nocy – 59 dB. Poprzednie normy zezwalały na poziom hałasu mieszczący się w przedziałach 50–65 dB w dzień i 45–55 dB w nocy.